# تشارلي ستار
تشارلي ستار (بالإنجليزية: Charlie Starr)‏ هو لاعب كرة قاعدة أمريكي، ولد في 30 أغسطس 1878 في مقاطعة بايك في الولايات المتحدة، وتوفي في 18 أكتوبر 1937 في باسادينا في الولايات المتحدة.

## وصلات خارجية
- تشارلي ستار على موقعبيزبول رفرنس.كوم (الدوري الرئيسي) (الإنجليزية)
- تشارلي ستار على موقعبيزبول رفرنس.كوم (الدوري الثانوي) (الإنجليزية)